# Portia albimana
Portia albimana är en spindelart som först beskrevs av Simon 1900.  Portia albimana ingår i släktet Portia och familjen hoppspindlar. Inga underarter finns listade i Catalogue of Life.